# 格魯爾芬根家族
格魯爾芬根家族（荷蘭語：Gerulfingen）是一個起源於西菲士蘭的貴族家族，自九世紀起即統治荷蘭伯國，直到十三世紀絕嗣。

家族徽章